# Мронговский повет
Мронговский повет (пол. Powiat mrągowski) — повет (район) в Польше, входит как административная единица в Варминьско-Мазурское воеводство. Центр повета — город Мронгово. Занимает площадь 1065,23 км². Население — 50 696 человек (на 31 декабря 2015 года).

## Административное деление
- города: Мронгово, Миколайки
- городские гмины: Мронгово
- городско-сельские гмины: Гмина Миколайки
- сельские гмины: Гмина Мронгово, Гмина Пецки, Гмина Сорквиты

## Демография
Население повята дано на 31 декабря 2015 года.
| Перепись            | Всего | Мужчины | Женщины |
| ------------------- | ----- | ------- | ------- |
| Всего               | 50696 | 24891   | 25805   |
| Городское население | 25832 | 12413   | 13419   |
| Сельское население  | 24864 | 12478   | 12386   |